# José Mourinho
José Mário dos Santos Félix Mourinho (* 26. ledna 1963, Setúbal, Portugalsko) je portugalský fotbalový trenér a bývalý fotbalista, který od roku 2024 trénuje turecký klub Fenerbahçe SK. Po neslavné hráčské kariéře se vydal na trenérskou dráhu, během níž se mimo jiné označil jako Special One (Výjimečný). Do jeho rukou zamířilo premiérové ocenění od organizace FIFA pro nejlepšího trenéra na světě za rok 2010.
Jako hlavní trenér získal ligový titul s FC Porto (2×), s Chelsea FC (3×), s Interem Milán (2×) a s Realem Madrid (1×). 26. května 2016 byl představen jako nový trenér Manchesteru United. O dva roky později v klubu skončil. Od 19. listopadu 2019 do 19. dubna 2021 trénoval svůj třetí anglický tým, Tottenham Hotspur.
Ziskem 26 trofejí se řadí mezi nejúspěšnější fotbalové trenéry všech dob. Dvakrát zvítězil v Lize mistrů UEFA – roku 2004 v roli trenéra FC Porto a roku 2010 jako trenér Interu Milán. Právě s Interem dosáhl v sezóně 2009/10 na treble.

## Trenérská kariéra

### FC Porto
Během dvou sezon u týmu FC Porto se mu podařilo vyhrát dvakrát portugalský titul, Pohár UEFA a Ligu mistrů.

### Chelsea FC
Díky výsledkům, kterých s FC Porto dosáhl, si ho vyhlédl majitel FC Chelsea Roman Abramovič. Hned ve své první sezóně v Anglii se mu podařilo vyhrát s "The Blues" Premier League a přidal k němu i triumf v anglickém ligovém poháru. V roce 2006 titul obhájil. Následující rok sice titul nezískal, zato se svým týmem triumfoval v FA Cupu. Po neuspokojivých výsledcích byl ale v září 2007 z funkce trenéra "Blues" odvolán. Nutno podotknout, že během svého působení v Chelsea na domácím stadionu Stamford Bridge nikdy neprohrál.[zdroj?]

### Inter Milán
Od 2. června 2008 byl trenérem Interu Milán a hned v první sezoně získal italský titul. V roce 2009 byl podle listu Gazetta dello Sport s ročním příjmem 11 miliónů eur nejlépe placeným mužem v italském fotbale, čímž předčil spoustu fotbalových hvězd. V sezoně 2009/10 získal s Interem tzv. treble, když dokázal vedle italské ligy a poháru vyhrát také Ligu mistrů. Stal se tak třetím trenérem, který Ligu mistrů vyhrál se dvěma různými kluby. Před ním se to podařilo jen Ernstu Happelovi (Feyenoord a Hamburger SV) a Ottmaru Hitzfeldovi (Borussia Dortmund a Bayern Mnichov).

### Real Madrid
Na konci května 2010 podepsal Mourinho trenérskou smlouvu v Realu Madrid. Zatím nejhorší porážkou ze sezóny 2010/11 v La Lize byla prohra 0:5 s Barcelonou. S Realem Madrid vyhrál španělskou ligu v sezoně 2011/12. V sezóně 2012/13 nevyhrál s Realem ani jednu trofej, La Ligu ovládla FC Barcelona, v Copa del Rey podlehl královský klub městskému rivalovi Atléticu a v Lize mistrů jej vyřadila v semifinále německá Borussia Dortmund.
Portugalský stratég sice získal v Realu za 3 sezony španělský titul, španělský pohár a Superpohár, ale zároveň si proti sobě poštval v sezóně 2012/13 některé známé hráče, kterým se nelíbilo, že je přestal stavět do základní sestavy.

### Chelsea FC (návrat)
3. června 2013 byl oficiálně potvrzen jako hlavní trenér anglického klubu Chelsea FC, kde již dříve působil. Podepsal smlouvu na 4 roky. V klubu nahradil španělského trenéra Rafaela Beníteze. V první sezoně 2013/14 s týmem nezískal žádnou trofej. V následující sezóně však s týmem nejprve získal Capital One Cup, když ve finále ve Wembley zdolali jeho svěřenci po gólech Terryho a Costy Tottenham, načež si s předstihem zajistil titul pro vítěze anglické Premier League.
V sezóně 2015/16 se Chelsea jako obhájce titulu začala propadat tabulkou. Prohrávala zápasy jak v lize tak v pohárech. Mourinho byl velice zklamán a stěžoval si, že za výkony jeho svěřenců mohou rozhodčí. Byl za tyto výroky potrestán, přestože Arsène Wenger, který nazval rozhodčího „slabým a naivním“ za své výroky pokutu neobdržel.
17. 12. 2015 jej vedení Chelsea z důvodu dlouhodobých špatných výsledků v sezóně 2015/16 propustilo. Klub mu měl vyplatit 12 milionů liber (cca jeho roční příjem).

### Manchester United FC
26. května britská TV stanice Sky Sports oznámila, že Mourinho podepsal trenérskou smlouvu s Manchesterem United. O den později tuto informaci potvrdil i samotný klub, který ve svém oficiálním prohlášení uvedl, že Mourinho podepsal tříletou smlouvu. Na postu vystřídal Louise van Gaala.
Střetnutí s mistrovským Leicesterem 7. srpna 2016 v rámci Community Shield představovalo Mourinhův první soutěžní zápas na lavičce United, po výhře 2:1 vítězný. Vítězný byl rovněž úvod ligové sezóny, kdy hráči 14. srpna zvítězili 3:1 na půdě Bournemouthu.
Neuspokojivé šesté místo v ligové tabulce následovalo finále v Evropské lize, v níž fotbalisté 24. května 2017 čelili Ajaxu, jenž výsledkem 2:0 přehráli. Portugalec neprohrál ani svůj čtvrtý finálový duel v evropských pohárech.
V prosinci 2018 byl propuštěn z důvodu neuspokojivých výsledků.

### Tottenham Hotspur
19. listopadu 2019 byl oznámen jako nový hlavní trenér severolondýnského Tottenhamu, kde nahradil argentinského stratéga Mauricia Pochettina. První zápas „The Special One“ na lavičce Tottenhamu byl proti West Ham United.
Severolondýnský celek se podruhé za sebou nedokázal umístit do čtvrtého místa a přišel o možnost zahrát si Ligu mistrů. Mourinhovo propuštění bylo oznámeno 19. dubna 2021 ještě před finálovým zápasem Tottenhamu s Manchesterem City v anglickém ligovém poháru EFL. Opět tak utrpěla jeho uvadající pověst moderního trenéra pro velkokluby.

### AS Řím
Na začátku května 2021 se vrátil do Itálie, stal se totiž trenérem AS Řím a s římským klubem se dohodl na tříleté smlouvě. Jeho první soutěžní zápas na lavičce AS Řím skončil dne 19. srpna 2021 vítězně, když tým vyhrál výsledkem 2:1 úvodní zápas play-off o nově ustanovenou Evropskou konferenční ligu UEFA na půdě Trabzonsporu.
Neúspěšná ligová kampaň byla zakončena sedmou pozicí v tabulce.
Mourinho dovedl své svěřence do finále Evropské konferenční ligy. Vrchol premiérového ročníku představovalo utkání v Tiraně 25. května 2022 proti Feyenoordu, ve kterém AS Řím vyhrálo 1:0 díky vítěznému gólu Zanioly. Portugalský stratég opanoval své páté finále v evropských pohárech z pěti a získal svou 26. trofej. Jeho zásluhou se římský klub těšil z první trofeje po 14 letech. V lednu roku 2024 byl z funkce trenéra odvolán kvůli neuspokojivým výsledkům v italské lize.

## Trenérská statistika
| Sezóna               | Klub                 | Liga                 | Liga   | Liga  | Liga   | Liga   | Liga                      | Národní poháry | Národní poháry | Národní poháry | Národní poháry | Národní poháry | Národní poháry   | Kontinentální poháry | Kontinentální poháry | Kontinentální poháry | Kontinentální poháry | Kontinentální poháry | Kontinentální poháry | Celkem | Celkem | Celkem | Celkem |
| Sezóna               | Klub                 | Soutěž               | Zápasy | Výhry | Remízy | Prohry | Umístění                  | Soutěž         | Zápasy         | Výhry          | Remízy         | Prohry         | Úspěch           | Soutěž               | Zápasy               | Výhry                | Remízy               | Prohry               | Úspěch               | Zápasy | Výhry  | Remízy | Prohry |
| -------------------- | -------------------- | -------------------- | ------ | ----- | ------ | ------ | ------------------------- | -------------- | -------------- | -------------- | -------------- | -------------- | ---------------- | -------------------- | -------------------- | -------------------- | -------------------- | -------------------- | -------------------- | ------ | ------ | ------ | ------ |
| 2000                 | Benfica              | Primeira Liga        | 9      | 5     | 2      | 2      | Trenérem od září do pro.  | PP             | 1              | 0              | 1              | 0              | -                | UEFA                 | 1                    | 0                    | 1                    | 0                    | -                    | 11     | 6      | 3      | 2      |
| 2001/02              | Leiria               | Primeira Liga        | 19     | 9     | 7      | 3      | Propuštěn v led.          | PP             | 1              | 0              | 0              | 1              | -                | -                    | 0                    | 0                    | 0                    | 0                    | -                    | 20     | 9      | 7      | 4      |
| 2002                 | Porto                | Primeira Liga        | 15     | 11    | 2      | 2      | Nastoupil v led. ·        | PP             | 0              | 0              | 0              | 0              | -                | LM                   | 4                    | 1                    | 0                    | 3                    | -                    | 19     | 12     | 2      | 5      |
| 2002/03              | Porto                | Primeira Liga        | 34     | 27    | 5      | 2      |                           | PP             | 6              | 6              | 0              | 0              |                  | UEFA                 | 13                   | 8                    | 2                    | 3                    |                      | 53     | 41     | 7      | 5      |
| 2003/04              | Porto                | Primeira Liga        | 34     | 25    | 7      | 2      |                           | PP+PS          | 6+1            | 5+1            | 0              | 1              | +                | LM+ES                | 13+1                 | 7                    | 5                    | 1+1                  | +                    | 55     | 38     | 12     | 5      |
| Celkem za Porto      | Celkem za Porto      | Celkem za Porto      | 83     | 63    | 14     | 6      | -                         | -              | 13             | 12             | 0              | 1              | -                | -                    | 31                   | 16                   | 7                    | 8                    | -                    | 127    | 91     | 21     | 15     |
| 2004/05              | Chelsea              | Premier League       | 38     | 29    | 8      | 1      |                           | AP+ALP         | 3+6            | 2+5            | 0+1            | 1+0            |                  | LM                   | 12                   | 6                    | 2                    | 4                    | Semifinále           | 59     | 42     | 11     | 6      |
| 2005/06              | Chelsea              | Premier League       | 38     | 29    | 4      | 5      |                           | AP+ALP+AS      | 6+1+1          | 4+0+1          | 1+1+0          | 1+0+0          | Semifinále++     | LM                   | 8                    | 3                    | 3                    | 2                    | -                    | 54     | 37     | 9      | 8      |
| 2006/07              | Chelsea              | Premier League       | 38     | 24    | 11     | 3      | Stříbrná medaile          | AP+ALP+AS      | 7+6+1          | 5+5+0          | 2+1+0          | 0+0+1          | ++nic            | LM                   | 12                   | 7                    | 3                    | 2                    | Semifinále           | 64     | 41     | 17     | 6      |
| 2007                 | Chelsea              | Premier League       | 6      | 3     | 2      | 1      | Propuštěn v září          | AS             | 1              | 0              | 1              | 0              | Stříbrná medaile | LM                   | 1                    | 0                    | 1                    | 0                    | -                    | 8      | 3      | 4      | 1      |
| 2008/09              | Inter                | Serie A              | 38     | 25    | 9      | 4      |                           | IP+IS          | 4+1            | 3              | 0+1            | 1              | Semifinále+      | LM                   | 8                    | 2                    | 3                    | 3                    | -                    | 51     | 30     | 13     | 8      |
| 2009/10              | Inter                | Serie A              | 38     | 24    | 10     | 4      |                           | IP+IS          | 5+1            | 5              | 0              | 0+1            | +                | LM                   | 13                   | 8                    | 3                    | 2                    |                      | 57     | 37     | 13     | 7      |
| Celkem za Inter      | Celkem za Inter      | Celkem za Inter      | 76     | 49    | 19     | 8      | -                         | -              | 11             | 8              | 1              | 2              | -                | -                    | 21                   | 10                   | 6                    | 5                    | -                    | 108    | 67     | 26     | 15     |
| 2010/11              | Real Madrid          | Primera División     | 38     | 29    | 5      | 4      | Stříbrná medaile          | ŠP             | 9              | 7              | 1              | 1              |                  | LM                   | 12                   | 8                    | 3                    | 1                    | Semifinále           | 59     | 44     | 9      | 6      |
| 2011/12              | Real Madrid          | Primera División     | 38     | 32    | 4      | 2      |                           | ŠP+ŠS          | 6+2            | 4              | 1+1            | 1+1            | nic+             | LM                   | 12                   | 10                   | 1                    | 1                    | Semifinále           | 58     | 46     | 7      | 5      |
| 2012/13              | Real Madrid          | Primera División     | 38     | 26    | 7      | 5      | Stříbrná medaile          | ŠP+ŠS          | 9+2            | 5+1            | 2+1            | 2+1            | +                | LM                   | 12                   | 6                    | 3                    | 3                    | Semifinále           | 61     | 38     | 12     | 11     |
| Celkem za Real       | Celkem za Real       | Celkem za Real       | 114    | 87    | 16     | 11     | -                         | -              | 28             | 17             | 5              | 6              | -                | -                    | 36                   | 24                   | 7                    | 5                    | -                    | 178    | 128    | 28     | 22     |
| 2013/14              | Chelsea              | Premier League       | 38     | 25    | 7      | 6      | Bronzová medaile          | AP+ALP         | 3+3            | 2+2            | 0+0            | 1+1            | -                | LM+ES                | 12+1                 | 6                    | 2+1                  | 4                    | Semifinále+          | 57     | 35     | 10     | 12     |
| 2014/15              | Chelsea              | Premier League       | 38     | 26    | 9      | 3      |                           | AP+ALP         | 2+6            | 1+5            | 0+1            | 1+0            |                  | LM                   | 8                    | 4                    | 4                    | 0                    | -                    | 54     | 36     | 14     | 4      |
| 2015                 | Chelsea              | Premier League       | 16     | 4     | 3      | 9      | Propuštěn v pro.          | AP+ALP+AS      | 0+2+1          | 0+1+0          | 0+1+0          | 0+0+1          | nic+nic+         | LM                   | 6                    | 4                    | 1                    | 1                    | -                    | 25     | 9      | 5      | 11     |
| Celkem za Chelsea    | Celkem za Chelsea    | Celkem za Chelsea    | 212    | 140   | 44     | 28     | -                         | -              | 49             | 32             | 9              | 8              | -                | -                    | 60                   | 30                   | 17                   | 13                   | -                    | 321    | 202    | 70     | 49     |
| 2016/17              | Manchester United    | Premier League       | 38     | 18    | 15     | 5      | 6. místo                  | AP+ALP+AS      | 4+6+1          | 3+5+1          | 0+0+0          | 1+1+0          | +                | EL                   | 15                   | 10                   | 3                    | 2                    |                      | 64     | 37     | 18     | 9      |
| 2017/18              | Manchester United    | Premier League       | 38     | 25    | 6      | 7      | Stříbrná medaile          | AP+ALP         | 6+3            | 5+2            | 0+0            | 1+1            | +nic             | LM+ES                | 8+1                  | 5                    | 1                    | 2+1                  | -                    | 56     | 37     | 7      | 12     |
| 2018                 | Manchester United    | Premier League       | 17     | 7     | 5      | 5      | Propuštěn v pro.          | AP+ALP         | 0+1            | 0              | 1              | 0              | -                | LM                   | 6                    | 3                    | 1                    | 2                    | -                    | 24     | 10     | 7      | 7      |
| Celkem za Manchester | Celkem za Manchester | Celkem za Manchester | 93     | 50    | 26     | 17     | -                         | -              | 21             | 16             | 4              | 4              | -                | -                    | 30                   | 18                   | 5                    | 7                    | -                    | 144    | 84     | 32     | 28     |
| 2019/20              | Tottenham            | Premier League       | 26     | 13    | 6      | 7      | Nastoupil v lis. 6. místo | AP             | 5              | 2              | 3              | 0              | -                | LM                   | 4                    | 1                    | 0                    | 3                    | -                    | 35     | 16     | 9      | 10     |
| 2020/21              | Tottenham            | Premier League       | 32     | 14    | 8      | 10     | Propuštěn v dub.          | AP+ALP         | 3+3            | 2+2            | 0+1            | 1+0            | -                | EL                   | 13                   | 10                   | 1                    | 2                    | -                    | 51     | 28     | 10     | 13     |
| Celkem za Tottenham  | Celkem za Tottenham  | Celkem za Tottenham  | 58     | 27    | 14     | 17     | -                         | -              | 11             | 6              | 4              | 1              | -                | -                    | 17                   | 11                   | 1                    | 5                    | -                    | 86     | 44     | 19     | 23     |
| 2021/22              | Řím                  | Serie A              | 38     | 18    | 9      | 11     | 6. místo                  | IP             | 2              | 1              | 0              | 1              | -                | EKL                  | 15                   | 10                   | 3                    | 2                    |                      | 55     | 29     | 12     | 14     |
| 2022/23              | Řím                  | Serie A              | 38     | 18    | 9      | 11     | 6. místo                  | IP             | 2              | 1              | 0              | 1              | -                | EL                   | 15                   | 7                    | 4                    | 4                    | Stříbrná medaile     | 55     | 26     | 13     | 16     |
| 2023/24              | Řím                  | Serie A              | 19     | 8     | 5      | 6      | Propuštěn v led.          | IP             | 2              | 2              | 0              | 0              | -                | EL                   | ?                    | ?                    | ?                    | ?                    | ?                    | ?      | ?      | ?      | ?      |
| Celkem za Řím        | Celkem za Řím        | Celkem za Řím        | 95     | 44    | 23     | 22     | -                         | -              | 4              | 2              | 0              | 2              | -                | -                    | 30                   | 17                   | 7                    | 6                    | -                    | 110    | 55     | 25     | 30     |
| Celkově              | Celkově              | Celkově              | 759    | 474   | 165    | 114    | -                         | -              | 127            | 90             | 17             | 20             | -                | -                    | 223                  | 126                  | 50                   | 47                   | -                    | 1105   | 686    | 231    | 188    |

## Úspěchy a ocenění

### Trenérské kolektivní
Zdroj:
FC Porto
- 2× vítěz portugalské nejvyšší ligové soutěže (Primeira Liga) – 2002/03, 2003/04
- 1× vítěz portugalského národního poháru (Taça de Portugal) – 2002/03
- 1× vítěz portugalského superpoháru (Supertaça Cândido de Oliveira) – 2003
- 1× vítěz Ligy mistrů UEFA – 2003/04
- 1× vítěz Poháru UEFA – 2002/03

Chelsea
- 3× vítěz anglické nejvyšší ligové soutěže (Premier League) – 2004/05, 2005/06, 2014/15
- 1× vítěz anglického národního poháru (FA Cup) – 2006/07
- 3× vítěz anglického ligového poháru (Carling Cup/Capital One Cup) – 2004/05, 2006/07, 2014/15[27]
- 1× vítěz anglického superpoháru (Community Shield) – 2005

Inter Milán
- 2× vítěz italské nejvyšší ligové soutěže (Serie A) – 2008/09, 2009/10
- 1× vítěz italského národního poháru (Coppa Italia) – 2009/10
- 1× vítěz italského superpoháru (Supercoppa italiana) – 2008
- 1× vítěz Ligy mistrů UEFA – 2009/10

Real Madrid
- 1× vítěz španělské nejvyšší ligové soutěže (Primera División) – 2011/12
- 1× vítěz španělského národního poháru (Copa del Rey) – 2010/11
- 1× vítěz španělského superpoháru (Supercopa de España) – 2012

Manchester United
- 1× vítěz anglického ligového poháru (Capital One Cup) – 2016/17
- 1× vítěz anglického superpoháru (Community Shield) – 2016
- 1× vítěz Evropské ligy UEFA – 2016/17[28]

AS Řím
- 1× vítěz Evropské konferenční ligy UEFA – 2021/22

### Trenérské individuální
- Trenér roku Onze d'Or – 2005[29]
- Nejlepší trenér na světě podle FIFA – 2010[4]
- Nejlepší trenér sezóny Premier League – 2004/05, 2005/06, 2014/15[30]
- Nejlepší trenér měsíce Premier League – listopad 2004, leden 2005, březen 2007[30]

## Vyznamenání
- velkodůstojník Řádu prince Jindřicha – Portugalsko, 9. června 2005[31]